# Conteville (Seine-Maritime)
Conteville (Nederlands: 's-Gravenhoeve) is een gemeente in het Franse departement Seine-Maritime (regio Normandië) en telt 462 inwoners (2005). De plaats maakt deel uit van het arrondissement Dieppe.

## Geografie
De oppervlakte van Conteville bedraagt 13,5 km², de bevolkingsdichtheid is 34,2 inwoners per km².
De onderstaande kaart toont de ligging van Conteville (Seine-Maritime) met de belangrijkste infrastructuur en aangrenzende gemeenten.

## Demografie
Onderstaande figuur toont het verloop van het inwonertal (bron: INSEE-tellingen).
1. ↑  Populations de référence 2022.